# Йоичиро Какитани
Йоичиро Какитани (на японски: 柿谷 曜一朗) е японски футболист.

## Национален отбор
Записал е и 18 мача за националния отбор на Япония.
| Япония | Япония | Япония |
| Година | Мачове | Голове |
| ------ | ------ | ------ |
| 2013   | 9      | 4      |
| 2014   | 9      | 1      |
| Общо   | 18     | 5      |